# Tuguraja
Tuguraja is een bestuurslaag in het regentschap Kota Tasikmalaya van de provincie West-Java, Indonesië. Tuguraja telt 21.986 inwoners (volkstelling 2010).